# 鐘楼駅 (西安市)
鐘楼駅（しょうろう-えき）は中華人民共和国陝西省西安市碑林区に位置する西安地下鉄2号線の駅である。

## 駅構造
西安鐘楼の入り口とは、地下通路により繋がっている

## 駅周辺
- 西安鐘楼
- 西安鼓楼
- 西安大清真寺
- 陝西省人民政府

## 歴史
- 2011年9月28日 - 試運転開通

## 隣の駅
西安地下鉄
■2号線
北大街駅 - 鐘楼駅 - 永寧門駅